# Триренийдиалюминий
Триренийдиалюминий — бинарное неорганическое соединение
рения и алюминия
с формулой Al2Re3,
кристаллы.

## Получение
- Сплавление стехиометрических количеств чистых веществ:

{\displaystyle {\mathsf {3Re+2Al\ {\xrightarrow {2000^{o}C}}\ Al_{2}Re_{3}}}}

## Физические свойства
Триренийдиалюминий образует кристаллы
кубической сингонии,
пространственная группа I 43m,
параметры ячейки a = 0,958 нм, Z = 12,
структура типа марганца α-Mn
.
Соединение образуется по перитектической реакции при температуре 2000°C .